# Сидоренко, Александр Аркадьевич
Александр Аркадьевич Сидоренко (укр. Олександр Аркадійович Сидоренко; род. 6 апреля 1973, Харьков, Украинская ССР) — украинский певец и музыкант, участник группы ТНМК.

## Биография
Родился в Харькове. В детстве занимался дзюдо, футболом и т. д. Детство провёл в Евпатории, где начинал свою трудовую деятельность, работал уборщиком на пляже, санитаром, охранником, страховым агентом, техником-лаборантом, киномехаником, крупье и журналистом. Мечтал стать футболистом киевского «Динамо», но не смог попасть в состав, однако до сих пор занимается футболом.
Я играю в футбол в зале, хожу на стадион или играю дома с друзьями в компьютерный футбол.Оригинальный текст (укр.)Я граю у футбол у залі, ходжу на стадіон, або ж граю вдома з друзями у комп'ютерний футбол.
Окончил Киевский международный университет по специальности «Тележурналист». Также обучался 3 года в Харьковском государственном техническом университете радиоэлектроники и Харьковской гуманитарной академии.
Музыкального образования не получал, но с 14 июня 1989 является участником группы ТНМК и автором текстов её песен. Записал также три сольных альбома: «MetaMoreFozzey» (2004), «Mono MetaMoreFozzey» (2005), «CD» (2015). Чаще всего создаёт свои тексты осенью и зимой.
Работал на каналах «Privat-TV» в музыкальной программе «RAP-обойма» и «Новый канал» в утреннем шоу «Подъём», а также вёл на канале «ICTV» вместе с Игорем Пелыхом шоу «Галопом по Европам-2». Также с 2010 года вёл передачу «Третий тайм» на телеканале «ICTV», с 2013 по 2014-й год — приключенческий проект «Великі перегони» на канале «1+1». 

## Творчество

### Писатель
- «Ели воду из-под крана» — Харьков: Треант, 2009. — 160 с.
- «Winter Sport» — Харьков: Треант, 2010. — 192 с.
- «Писатели о футболе» — Харьков: Клуб сімейного дозвілля, 2011 (в соавторстве)
- «Иглы и коньки» — Киев: Спадщина-Інтеграл, 2012 — 160 с.
- «Сопровождающие лица» — Харьков: Клуб сімейного дозвілля, 2015 — 224 с.
- «ДНК» — Харьков: Клуб сімейного дозвілля, 2016 (в соавторстве)
- «Гупало Василь. П'ять з половиною пригод» — Львов: Видавництво Старого Лева, 2016 — 64 с.
- «Темнеет рано» — Харьков: Vivat, 2017 — 224 с.
- «Чёс для приезжих» — Киев: Laurus, 2019 — 216 с.
- «Червоні хащі» — Львов: Видавництво Старого Лева, 2019 — 224 с.

Сергей Жадан о книге «Иглы и коньки»:
О чем эта книга? О последнем поколении романтиков и героев, о детях, хотевших стать космонавтами и сыщиками, о подростках, мечтавших о красивых женщинах и фирменных спортивных костюмах, о взрослых, пытавшихся просто выжить и не сдохнуть. А также о пионерах и авторитетах, о моряках и дилерах, о брейк-дансе и старых добрых крымских портвейнах. Эта книга о море, она наполнена им, его ритмом, темнотой и запахом. Наконец, это книга о третьей мировой войне, на фронтах которой мы все в своё время полегли, сами того не заметив….Оригинальный текст (укр.)Про що ця книга? Про останнє покоління романтиків і героїв, про дітей, котрі хотіли стати космонавтами й детективами, про підлітків, котрі мріяли про красивих жінок і фірмові спортивні костюми, про дорослих, котрі намагалися просто вижити й не здохнути. А також про піонерів і авторитетів, про моряків і дилерів, про брейк-данс і старі-добрі кримські портвейни. Ця книга про море, вона наповнена ним, його ритмом, темінню і запахом. Зрештою, ця книга про третю світову війну, на фронтах якої ми всі свого часу полягли, самі того не помітивши.

### Сольные музыкальные проекты
- MetaMoreFozzey (2005)
- Mono MetaMoreFozzey (2006)
- CD (2015)